# Lhotka (Česká Třebová)
Lhotka (německy Stahlhütte) je část města Česká Třebová v okrese Ústí nad Orlicí. V minulosti byla Lhotka samostatná obcí. Nachází se na severu České Třebové a pro lepší orientaci se dělí na dvě části: novou a starou, starou část od nové odděluje procházející silnice I/14. V nové části vzniklo za dob ČSSR sídliště. Lhotka leží v katastrálním území Lhotka u České Třebové o rozloze 4,9 km².

## Historie
První písemná zmínka o vesnici pochází z roku 1358.

## Pamětihodnosti
- Kaple sv. Barbory – tato zděná kaple byla postavena v roce 1800. Měla šindelovou střechu s malou věží a s malým zvonem. Tato stavba stojí na místě původní dřevěné kaple zasvěcené sv. Barboře, která byla vystavěna jako poděkování této patronce umírajících za odvrácení epidemie cholery. Ta propukla v obci roku 1773 jako důsledek katastrofální neúrody a podlehla jí většina obyvatel.[5]
- Rybkova lípa – památný strom, na východním okraji sídla, u čp. 9
- Lípy u hřbitova – dvojice památných stromů, po stranách brány na hřbitov